# Climate Policy
Climate Policy ist eine begutachtete wissenschaftliche Fachzeitschrift, die seit 2001 von Taylor & Francis herausgegeben wird. Chefredakteur ist Michael Grubb.
Thematisch befasst sich die Zeitschrift mit der Klimapolitik und richtet sich nicht nur an forschende Wissenschaftler, sondern unter anderem auch an Politiker und Verhandler. Neben originären Forschungsarbeiten publiziert sie ebenfalls Synthesen, Politikanalysen, Perspektiven und Kommentare mit Feedback zu speziellen Artikeln oder Sonderausgaben.
Der Impact Factor lag im Jahr 2016 bei 2,735, der fünfjährige Impact Factor bei 2,572. Damit lag die Zeitschrift beim zweijährigen Impact Factor auf Rang 22 von 105 Zeitschriften in der Kategorie „Environmental studies“ und auf Rang 7 von 47 Zeitschriften in der Kategorie „Öffentliche Verwaltung“.